# Mia Skrbinac
Mia Skrbinac, slovenska filmska, tv in gledališka igralka, * 22. oktober 1994, Maribor
Bila je članica ljubljanske Drame med letoma 2017 in 2018 ter 2021 in 2022. Nastopala je še v Mestnem gledališču ljubljanskem in Lutkovnem gledališču Ljubljana.

### Televizija
Igrala je v tv serijah  Ena žlahtna štorija, Gorske sanje (2018) in Ekipa Bled (2019) ter kratkem filmu Neutudum (2019).

### Obtožba profesorja igre zaradi spolnega nadlegovanja
V začetku leta 2021 se je javno izpostavila ter spregovorila o spolnem nadlegovanju med študijem na Akademiji za gledališče, radio, film in televizijo. Imena profesorja, ki jo je nadlegoval, sprva ni razkrila, kasneje pa se je izkazalo, da gre za igralca Matjaža Tribušona. Februarja 2021 je na Univerzi v Ljubljani uradno vložila prijavo spolnega nadlegovanja.
Šlo je za prvi primer javne osebe v Sloveniji po začetku gibanja #jaztudi, ki se je izpostavila kot žrtev spolnega nasilja.

## Filmografija
- kratki film Sestre (2021)[8]
- kratki film Neutudum (2019)[8][2]
- kratki film Nikoli ne bova sama (2014)[8]